# 劉長善
劉長善，是中國清朝陝西華州人，1736年（乾隆元年）上任台灣鳳山縣萬丹縣丞，是生員出身。范咸主修的《重修臺灣府志》中有他的記載，奉旨接替葉維榮。
| 前任： 葉維榮 | 台灣鳳山縣萬丹縣丞 1736年上任 | 繼任： 李國桐 |